# Imbassaí
Imbassaí é um distrito do município baiano de Mata de São João, localizado no Litoral Norte do Estado na atual Zona Turística de Costa dos Coqueiros. Tem como principal acesso a linha verde, situando-se a 10 km da Praia do Forte. É originariamente uma pequena aldeia indígena que hoje se tornou um dos destinos turísticos mais visitados do Estado da Bahia. Contando com pousadas, bares, restaurantes, lojas de artesanato, delegacia e posto médico.
Jangadas fazem o transporte de visitantes até as barracas de praia que servem petiscos tanto viradas para o oceano como para o lindo estuário do rio emoldurado pelo vasto coqueiral.

## Galeria
Imbassaí
- Zona urbanizada
- Zona urbanizada
- Praia
- Área verde
- Lavagem de roupas no rio Imbassaí
- Caminho do Mar
- Sobrevoo sobre o rio e a praia